# Charlotte Johnson Baker
Pour les articles homonymes, voir Johnson et Baker.
Le Dr Charlotte Johnson Baker (30 mars 1855 - 31 octobre 1937) est un médecin américain qui est la première femme à pratiquer la médecine à San Diego, en Californie. Elle pratique l'obstétrique et la gynécologie à l'hôpital St Joseph, où son mari, Fred Baker, est médecin généraliste. Les Baker sont les premiers médecins mari et femme à San Diego.

## Carrière
Elle naît Charlotte Le Breton Johnson à Newburyport, Massachusetts, le 30 mars 1855. Elle est diplômée de la Newburyport High School en 1872, et après une année d'enseignement, elle entre au Vassar College en 1873. Pendant cette période, elle est instructrice de gymnastique. Elle est diplômée de Vassar en 1877 avec un Bachelor of Arts. À l'automne 1879, elle fréquente le département de médecine de l'université du Michigan ; elle obtient son doctorat en médecine en 1881. Elle retourne chez elle à Newburyport, puis épouse le Dr Frederick "Fred" Charlotte Baker (1854 - 1938) le 30 mars 1882. Cette année-là, ils déménagent à Akron, dans l'Ohio, où ils pratiquent la médecine, avant de s'installer à Socorro, au Nouveau-Mexique, où naissent leurs deux enfants, Mary Caroline et Robert Henry. En janvier 1888, la famille Charlotte Baker déménage à San Diego, en Californie, où elle et son mari deviennent des médecins prospères, s'installant à Roseville dans le quartier de Point Loma. Cette année-là, elle reçoit également un A.M. du Vassar College pour un travail spécial en optique et en ophtalmologie effectué après l'obtention de son diplôme. Elle est la première femme élue présidente de la San Diego County Medical Society.

## Activisme politique
Charlotte Baker est une suffragette notoire et l'une des deux femmes à l'esprit civique qui mènent la campagne d'amendement du vote des femmes de San Diego. Elle travaille à l'élimination de la prostitution et préconise une semaine de travail plus courte pour les ouvriers. Elle est favorable au suffrage des femmes et s'identifie à la Woman's Christian Temperance Union et à de nombreux autres mouvements visant à faire progresser les femmes sur le plan individuel, social et politique. Elle est également présidente de la San Diego Equal Suffrage Association. Pour la campagne d'amendement du vote des femmes de San Diego, elle et d'autres partisans font campagne dans la voiture décorée d'Allen pour un tour de l'arrière-pays de San Diego. Elles parlent depuis des bancs pendant que les gens prennent leur déjeuner, à Oceanside. Elles traversent Escondido, Fallbrook et Ramona, tout en exposant leur point de vue et en distribuant de la documentation. Elles pensent que les femmes se sentent valorisées si elles savent que leurs opinions sont valorisées.
Le 16 octobre, presque une semaine après l'élection, Charlotte Baker reçoit un appel téléphonique du greffier municipal lui disant d'aller de l'avant et de s'inscrire. Elle s'exécute et se fait assermenter, ainsi que trois autres femmes, comme adjointes pour pouvoir commencer à inscrire d'autres personnes.

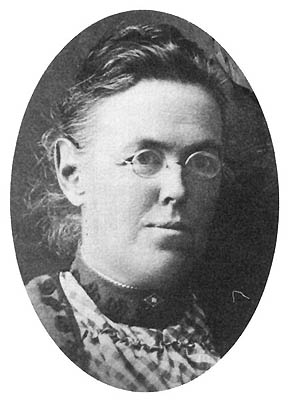
Charlotte Baker

### Postes occupés
- Présidente de l'Equal Suffrage Association[4]
- Première femme présidente de la Société médicale du comté de San Diego, 1898[2]
- Vice-présidente de la Société médicale de Californie du Sud[4]
- Présidente de la San Diego County Women's Christian Temperance Union[2]
- Cofondatrice du Y.W.C.A. de San Diego et présidente pendant trois ans[4]
- Président législatif de la Ligue des travailleurs sociaux[2]
- Membre de la Société antituberculeuse, du Children's Home, des Associated Charities et de la Joint Commission for Welfare of Working Women and Girls[4]
- Présidente de Point Loma Assembly (club de femmes)[4]

## Reconnaissance
Charlotte Baker est intronisée au San Diego Women's Hall of Fame en 2009.
Ses journaux intimes et ses papiers sont conservés dans les collections de documents du San Diego History Center.